# Dömestorp
Dömestorp är en herrgård i Hasslövs socken i Laholms kommun i Halland. Grannfastighet är Skottorps slott, under vissa perioder har båda fastigheterna haft samma ägare, von Krassow, von Möller
Dömestorp ligger vid foten av Hallandsåsen. Gården omtalas första gången 1490. 1796-1799 ägdes den av generalamiralen K A Ehrensvärd som på 1790-talet lät uppföra den nuvarande huvudbyggnaden.

## Ägarelängd
1490 Jens Pedersen Kyrning, g.m. Bodil Poulsdatter Ribbing.
1521 Deras dotter Sidsel Jensdatter Kyrning, g. m. Oluf Jensen Gere.
1557 Deras son Aage Olufsen Gere, g. m. Bodil Axelsdatter Jernskjaeg från Skottorp.
1578 Hans änka och barn.
1592 Hans son i 1:a giftet Corfitz Rosenkrantz, ogift.
1617 Genom köp Holger Axelsen Rosenkrantz, g. m. 1:o Lene Gyldenstierne, 2.o Karen Krabbe.
1646 Hans son i 1:a fiftet Corfitz Rosenkrantz, ogift.
1653 Hans bror Oluf Rosenkrantz, g. m. Birgitte Krabbe.
1661 Genom köp Magnus Durelius, adlad Durell, g. m. Birgitta von Krakau.
1677 Hans änka och barn.
1686 Efter hennes delad i två parter mellan barnen och deras arvingar.
1731 Genom köp av södra parten Eberhard Mauritz von Krassow, g. m. Mariana Elisabeth Coyet.
1769 Genom köp av södra parten, efter att tidigare ha köpt norra partens spridda delar, Fredrik Gustaf Gyllenkrok, g. m. Eva Charlotta Bielke.
1786 Genom köp Fredik Gustaf Stiernblad, g. m. Fredrika Lovisa Arnell.
1796 Genom köp Carl August Ehrensvärd, g. m. Sofia Lovisa Elonora Sparre av Söfdesborg.
1799 Genom köp Adolf Fredrik Tornérhielm, g. m. Erika Catharina von Engström.
1810 Genom köp Johan Mikael af Winklerfelt, g. m. Johanna Hård.
1811 Hans änka Johanna Hård.
1815 Genom köp Peter Möller, g. m. Elisabet Maria Béen.
1831 Hans änka Elisabet Maria Béen.
1846 Genom köp hennes brorson Peter Möller, adlad von Möller, g. m. 1:o Charlotta Birgitta Rooth, 2:o Sofia Elisabet Silfverschiöld.
1883 Sonen i 1:a giftet Peter von Möller.
1884 Hans halvbror Adolf Peter von Möller, ogift.
1920 Genom köp av Carl Kull.
1929 Genom köp Arvid Daniel Larsson, g. m. Ann-Elise Runhammar.